# Буды (Минский район)
Буды (бел. Бу́ды) — деревня в Минском районе Минской области Беларуси. В составе Юзуфовского сельсовета.

## География
Расположена на дороге Н8971.
Ближайшие населённые пункты Жуковка, Лысая Гора.

### Гидрография
Около деревни расположен исток реки Луковая.

## Население

### Численность
- 2009 год — 4 человек

### Динамика
- 1999 год — 5 человек (перепись населения)
- 2009 год — 4 человек (перепись населения)

## Достопримечательность
Рядом с деревней расположена православная церковь.